# Трідгуванапала
Трідгуванапала (гудж. ત્રિભુવનપાળ; д/н — 1240) — 11-й магараджахіраджа держави Гуджара в 1240—1244 роках.

## Життєпис
Походив з династії Соланка (Чаулук'я). Син Бгіми II. Посів трон 1240 року. Опинився в складній ситуації внаслідок багаторічних війн, що вів його батько послабило державу. В регіонні Лата (південносхідний Гуджарат) фактично були незалежними Лаванпрасада та його син Васудева.
Невдовзі придушив повстання Джайтрасімхи Гухілоти встановити самостійне панування, примусив його та весь клан знову визнати зверхність Соланка. Невдовзі вступив у відкрите протистояння з Васудевою, який завдав 1244 року поразки Трідгуванапалі, що невдовзі помер або загинув. Династія Соланка припиннила існування. На її рештках утворилася династія Ваґела, заснована Васудевою.